# Бугова Лія Ісаківна
Лія Ісаківна Бугова (22.04.1900 — 29.04.1981) — театральна актриса, народна артистка Української РСР (1946).

## Біографія
Л. І. Бугова народилася 10 (22) квітня 1900 року у м. Немирові Подільської губернії.
Навчалася у Немировській та Вінницькій жіночих гімназіях.
З 1917 року розпочала творчу діяльність у вінницьких драматичних гуртках та професійних театральних трупах.
Служила у Черворній Армії, була учасницею художньої самодіяльності (1919—1920 рр.)
З 1920 року була актрисою Вінницького російського драматичного театру, Державного єврейського театру «Кунст-Вінкл» («Мистецький куточок», м. Київ, 1922—1929 рр.), пересувного театру «Ройтер факел» («Червоний факел», 1929—1932 рр.), Вінницького пересувного театру (1933 р.), Одеського державного єврейського театру (1934—1938 рр.).
У 1939—1941 роках працювала в Одеському російському драматичному театрі.
У роки нацистської навали працювала у 1-му Всесоюзному театрі «Кіно-актора» у складі труп драматичного театру Червоної Армії Київського військового округу (м. Чита, 1942—1943 рр.), театру Червоної армії в Одесі (1944—1945 рр.).
З 1945 року  до кінця життя була ведучою актрисою Одеського російського драматичного театру імені А. Іванова. Основною темою творчості була доля жінки, яка стверджує своє право на палке почуття, на власний вибір.
Обиралася депутатом Вінницької міської ради (1920—1922 рр.), Одеської міської ради (1934—1954 рр.).
Померла 29 квітня 1981 року в м. Одеса. Похована на 60-й ділянці  3-го єврейського кладовища.

###### Вшанування пам'яті
- В Одесі встановлена театральна премія імені народних артистів УРСР Л. Бугової та І. Твердохліба.
- У 2013 році в Одесі на домі № 18 по вулиці Преображенській була встановлена меморіальна дошка  на честь видатної актриси.

## Деякі театральні роботи
- Рохеле — «Любов Степеню» (Шолом — Алейхем)
- Маша — «Три сестри» (А. П. Чехов)
- Отрадіна-Кручиніна — «Без вини винні» (О. М. Островський)
- Лауренсія — «Овече джерело» (Лопе де Вег))
- Мірандоліна — «Господарка готелю» (Карло Гольдоні)
- Емма Боварі — «Мадам Боварі» (Г. Флобер)
- Комісар — «Оптимістична трагедія» (В. В. Вишневський)
- Клара Ериньєн — «Зорі» (Е. Верхарн)
- Ніловна — «Мати» (М. Горький)

## Нагороди
- Ордени Трудового Червоного Прапора, Знак Пошани.
- Медалі «За доблесну працю у Великій Вітчизняній війні 1941—1945 рр.», «За перемогу над Німеччиною у Великій Вітчизняній війні 1941—1945 рр.», «За доблесну працю. В ознаменування 100-річчя  з дня народження Володимира Ілліча Леніна» та інші.
- Почесні звання «Заслужена артистка УРСР» (1934 р.), «Народна артистка УРСР» (1946 р.)